# Thibaud, il cavaliere bianco
Thibaud  (Thibaud ou les Croisades) è una serie televisiva francese in 26 episodi trasmessi per la prima volta nel corso di 2 stagioni dal 1968 al 1969.
È una serie d'avventura incentrata sulle vicende di Thibaud, figlio di un barone cristiano e di una madre araba cristiana, soprannominato "il cavaliere bianco" e supportato dal compagno Blanchot, che si svolgono in Palestina nel XII secolo, al tempo delle Crociate. Il Regno di Gerusalemme in grande declino per l'arroganza dei baroni francesi si estende sui territori della Palestina, dove vengono girate quasi tutte le scene della serie. 

## Trama
Thibaud è un cavaliere che vive nel Regno di Gerusalemme, il regno crociato stabilito in Terra Santa dopo il 1099, con Goffredo di Buglione. Questo regno dura circa 150 anni e poi viene disgregato con le riconquiste mussulmane. Furono del tutto vane le successive crociate. A capo del Regno vi è il Re di Gerusalemme e la sua regina, La corte è composta da baroni francesi, italiani e tedeschi. Vi sono anche i Milites Sancti Sepulcri di cui Thibaud fa parte pur non indossando mai la croce sul petto. Il rapporto di Thibaud con le popolazioni arabe locali è sicuramente migliore di quello che ha con i baroni francesi che occupano i territori e trattano male gli arabi cristiani e musulmani. Il cavaliere bianco assieme al suo fidato compagno gira per gli stati del regno di Gerusalemme per cercare di renderlo degno di un progetto migliore di cavalleria. Per questo motivo viene apprezzato dagli umili e disprezzato dai ricchi ad eccezione del Re. Una serie di avventure emozionanti portano il cavaliere ad affrontare situazioni bizzarre e simpatiche che finiscono sempre bene in ogni puntata. Anche i duelli con le spade difficilmente si concludono con la morte di qualcuno, ma quasi sempre con la fuga del perdente. Il Regno splendete è in continuo declino, soprattutto a causa dei cavalieri templari che vengono raffigurati come pessime guardiani dei territori di Palestina. Hanno un valore positivo solamente quando cavalcando arrivano in aiuto di Thiboud. I valori veri della cavalleria vengono rispettati solo dai pochi amici del cavaliere bianco

## Personaggi e interpreti
- Thibaud (26 episodi), interpretato da	André Lawrence.
- Blanchot (26 episodi), interpretato da	Raymond Meunier.
- Re Foulques, interpretato da	Steve Eckhardt.
- Douglas, interpretato da	Angelo Bardi.

## Produzione
La serie fu ideata da Rachel Fabien e Moshé Mizrahi. Le musiche furono composte da Georges Delerue.

### Registi
Tra i registi sono accreditati:
- Joseph Drimal in 13 episodi (1968-1969)
- Henri Colpi in 8 episodi (1969)

### Sceneggiatori
Tra gli sceneggiatori sono accreditati:
- René Ehni in 6 episodi (1968-1969)
- Rachel Fabien in 6 episodi (1968-1969)
- Antoine Tudal in 5 episodi (1968-1969)
- Bernard Dabry in 5 episodi (1969)
- André Var in 3 episodi (1969)
- Henri Colpi in 2 episodi (1969)

## Distribuzione
La serie fu trasmessa in Francia dal 2 novembre 1968 al 28 dicembre 1969. In Italia è stata trasmessa con il titolo Thibaud, il cavaliere bianco.
La serie a puntate fu trasmessa in Italia alla domenica in ora di pranzo a metà degli anni 70.
Alcune delle uscite internazionali sono state:
- in Francia il 2 novembre 1968 (Thibaud ou les Croisades)
- in Germania Ovest (Thibaud, der weisse Ritter)
- in Italia (Thibaud) per  Rusconi Editori Associati

## Episodi
| Stagione         | Episodi | Prima TV Francia |
| ---------------- | ------- | ---------------- |
| Prima stagione   | 13      | 1968-1969        |
| Seconda stagione | 13      | 1969             |